# Хут, Фриц
Фриц Хут (нем. Fritz Huth; 24 июня 1908 ― 16 июня 1980, Вюрцбург) ― немецкий валторнист и музыкальный педагог, солист Саксонской государственной капеллы и оркестра Гамбургского оперного театра, преподаватель Детмольдской и Вюрцбургской высших школ музыки, почётный член Международного общества валторнистов.

## Биография
Фриц Хут начал свою музыкальную карьеру с работы в Саксонской государственной капелле, где он исполнял партию первой валторны. С 1949 по 1958 год он был концертмейстером группы валторн в оркестре Гамбургского оперного театра. Кроме того Хут более 35 лет ежегодно играл в симфоническом оркестре Байрейтского фестиваля.
Будучи известен не только как востребованный оркестровый музыкант, но также и как солист и участник камерных ансамблей, Фриц Хут много гастролировал сольно. С сольными гастролями он побывал во многих странах Европы, а также в СССР и даже в Африке.
В 1930-х годах Фриц Хут начал преподавать валторну в Детмольдской высшей школе музыки. Затем в течение 36 лет преподавал в Вюрцбургской высшей школе музыки. За годы своей педагогической деятельности Хут воспитал немало известных музыкантов. Среди его учеников разных лет такие валторнисты как Герман Бауман и Петер Хёфс. Фриц Хут — автор школы игры на валторне, а также сборников этюдов и упражнений для этого инструмента.
В 1980 году незадолго до смерти Хута Международное общество валторнистов избрало его одним из своих почётных членов.